# جان گیدینگ
جان گیدینگ (انگلیسی: John Gidding؛ زادهٔ ۷ ژانویهٔ ۱۹۷۷) ستاره، طراح، مدل اهل ترکیه است.